# هربرت کاپلر

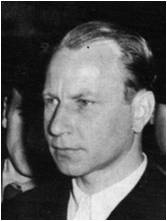
هربرت کاپلر

هربرت کاپلر (به آلمانی: Herbert Kappler) (زاده ۲۳ سپتامبر ۱۹۰۷ ، مرگ ۹ فوریه ۱۹۷۸) یک افسر آلمانی در دوره رایش سوم و رئیس پلیس رم بود.